# One Piece (temporada 8)
La vuitena temporada de One Piece va ser produïda per l'estudi d'animació Toei Animation i dirigida per Kōnosuke Uda. Està basada en el manga d'Eiichiro Oda del mateix nom i adapta des del 34è volum fins als 39è. La temporada gira sobre Nico Robin després de deixar l'equip per, aparentment, unir-se al Cipher Pol No. 9, una organització secreta, i, mentre, els Pirates del Barret de Palla són acusats d'un intent d'assassinat.
La temporada va ser emesa al Japó per la cadena Fuji Television entre el 17 d'abril de 2005 i el 30 d'abril de 2006 i va constar de 35 episodis. També es va publicar en DVD entre el 10 de gener i el 5 de desembre de 2007 i separada en 12 publicacions, les quals contenien tres episodis cada una.

## Episodis
| # | Nº en temporada | Títol en català | Data d'estrena al Japó | Data d'estrena a Catalunya |
| --- | --------------- | --- | ---------------------- | -------------------------- |
| 229 | 1               | El tren llampec i Water 7, la ciutat de l'aigua Shissō umi ressha to mizu no miyako Uōtā Seven (疾走海列車と水の都ウォーターセブン)                                                     | 17 d'abril de 2005     | 12 de novembre de 2007     |
| El Going Merry aconsegueix escapar-se pels pèls del tren que es dirigia a tota velocitat contra el vaixell. A l'estació del tren hi coneixen la Kokoro i la Chimney, dues habitants de la zona, que els expliquen com és Water 7, la ciutat de l'aigua. Per anar a la ciutat han de llogar un "Bull Yagara", l'únic mitjà de transport que es fa servir en aquella ciutat de canals. L'home que els ha llogat el "Bull Yagara" els indica on són les drassanes, que els pirates del barret de palla busquen perquè han d'arreglar uns desperfectes del vaixell... |                 | |                        |                            |
| 230 | 2               | Aventura a l'illa de l'aigua. Cap a les drassanes gegants Suijō toshi no bōken! Mezase kyodai sōsen kōjō (水上都市の冒険!目指せ巨大造船工場)                                            | 24 d'abril de 2005     | 13 de novembre de 2007     |
| En Ruffy, la Nami i l'Ussop arriben a l'illa de les drassanes. Quan passen pel districte de les botigues, hi veuen molta gent que porta màscares de carnaval, La Robin i en Chopper, justament, també han baixat a terra ferma i, mentre fan un volt per aquest barri de botigues, un home emmascarat passat pel costat de la Robin i murmura: "CP9"! La Robin es posa d'allò més nerviosa, però les coses estranyes no s'acaben aquí perquè un grup d'homes també ataca en Zoro que s'havia quedat a bord del Going Merry per vigilar-lo. |                 | |                        |                            |
| 231 | 3               | La família Franky i el senyor Iceberg Furankī ikka to Aisubāgu-san (フランキー一家とアイスバーグさん)                                                                                   | 1 de maig de 2005      | 14 de novembre de 2007     |
| En Ruffy, la Nami i l'Usopp han aconseguit 300 milions de bellies; a canvi d'una part de l'or del seu tresor i es dirigeixen cap a les drassanes. Allà hi coneixen l'Iceburg, l'alcalde de Water 7, que també és el director de les grans drassanes de l'illa. L'Iceburg accepta reparar el Going Merry i s'ofereix per ensenyar les drassanes a en Ruffy. Però de sobte, l'Usopp s'adona que les dues maletes amb els diners han desaparegut, i veu uns homes que s'allunyen amb ells damunt d'un Yagara Bull... |                 | |                        |                            |
| 232 | 4               | Galley La Company. El gran moll 1 Garēra Kanpanī! Soukan ichiban Dokku (ガレーラカンパニー!壮観一番ドック)                                                                              | 15 de maig de 2005     | 15 de novembre de 2007     |
| Després d'alguns maldecaps, els pirates aconsegueixen recuperar els diners i en Ruffy, la Nami i l'Usopp visiten el gran moll de l'empresa Galley La Company. Els impressiona la seva grandiositat i la popularitat de l'Iceburg, però, mentre l'Usopp admira un canó, els homes de la família Franky l'ataquen. Un dels desballestadors que treballen a les drassanes troba les dues maletes i les torna a en Ruffy i la Nami, però l'Usopp... ha desaparegut! A més, reben una altra mala notícia. Segons la gent de les drassanes, el problema del Going Merry no es pot arreglar de cap manera. |                 | |                        |                            |
| 233 | 5               | El pirata segrestat i el vaixell pirata, esperant la mort Kaizoku yūkai jiken to shi o matsu dake no kaizokusen (海賊誘拐事件と死を待つだけの海賊船)                                    | 22 de maig de 2005     | 19 de novembre de 2007     |
| En Ruffy i la Nami es neguen a creure que el Going Merry no es pugui arreglar, i discuteixen amb la gent de les drassanes. Però els encarregats de les drassanes no canvien d'opinió i els diuen que hi tornin quan vulguin comprar un vaixell nou. En Ruffy i la Nami, a més, s'adonen que algú els ha canviat les maletes, i que els 299 milions de bellies; han desaparegut. La Nami s'adona immediatament del que ha passat: algú ha segrestat l'Usopp. Se'n torna al vaixell a guardar-hi els 100 milions de bellies; que encara els queden, i pel camí troba l'Usopp, que ha rebut una bona pallissa. Els membres de la família Franky li han pres els diners. Sense esperar cap resposta de la Nami, l'Usopp se'n va de dret a Franky House per enfrontar-se als seus atacants...                   |                 | |                        |                            |
| 234 | 6               | El rescat d'un amic! Assalt a Franky house Nakama kyūshutsu! Nagarikomi Furankī Hausu (仲間救出!殴りこみフランキーハウス)                                                               | 5 de juny de 2005      | 20 de novembre de 2007     |
| A Franky House l'Usopp, que no tenia cap possibilitat, rep una nova pallissa, i en Franky fuig amb els diners. Per sort, en Zoro, en Chopper, en Sanji i també en Ruffy, dedueixen on deu ser l'Usopp i van a correcuita cap a Franky House. Quan veuen que la família Franky ha atonyinat l'Usopp, els agafa un atac de ràbia i destrueixen la Franky House. Però de tota manera, continuen sense saber on deu haver marxat en Franky amb els 200 milions de "bellies" que tant necessiten... |                 | |                        |                            |
| 235 | 7               | La gran lluita sota la lluna. Una bandera pirata que oneja amb tristesa Gekka no dai kenka! Kanashimi ni hirugaeru kaizoku hata! (月下の大喧嘩!哀しみに翻る海賊旗!)                     | 12 de juny de 2005     | 21 de novembre de 2007     |
| L'Usopp està avergonyit que la família Franky li hagi robat els diners i pregunta a en Ruffy si, tot i així, encara podran pagar les reparacions del Going Merry. En Ruffy li dona les males notícies i li explica que compraran un vaixell nou a l'illa. L'Usopp no ho accepta de cap manera, i s'enfada tant que pren dues decisions: la primera, abandonar la tripulació, i la segona, desafiar en Ruffy a un duel en què es juguin el Going Merry. |                 | |                        |                            |
| 236 | 8               | En Ruffy contra l'Ussop. El xoc de l'orgull de dos homes Rufi VS Usoppu! Butsukaru otoko no iji (ルフィvsウソップ!ぶつかる男の意地)                                                     | 19 de juny de 2005     | 22 de novembre de 2007     |
| Comença el duel entre en Ruffy i l'Usopp. L'Usopp treu tots els recursos de què disposa i sembla que agafa un cert avantatge, però al final no està a l'altura d'en Ruffy i perd el combat. En Ruffy s'acomiada d'ell i li diu que pot fer el que vulgui amb el Going Merry. Tothom està desencantat, però en Zoro li recorda a en Ruffy que ell és el capità i que, per donar moral a la tripulació, ha de fer el cor fort. |                 | |                        |                            |
| 237 | 9               | Pànic a la ciutat d'aigua. Atac a l'iceberg! Gekishin mizu no miyako! Newareta Aisubāgu (激震水の都!狙われたアイスバーグ)                                                               | 3 de juliol de 2005    | 26 de novembre de 2007     |
| En Ruffy i la tripulació deixen el Going Merry a l'Usopp i s'instal·len en un hotel de la ciutat. L'endemà reben la notícia que algú ha disparat contra l'Iceburg i que ara està en coma. En Ruffy i la Nami van als molls a veure què ha passat i en Sanji i en Chopper van a buscar la Robin per la ciutat. Mentrestant, en Franky torna a Water 7 i veu les ruïnes de la casa familiar. Quan en Ruffy i la Nami arriben al moll número 1 de Galley La Company, en Franky, enrabiat, els espera per venjar-se... |                 | |                        |                            |
| 238 | 10              | El noi de goma contra el ciborg que escup foc Gomugomu ningen VS hi o fuku kaizō ningen (ゴムゴム人間VS火を吹く改造人間)                                                                | 10 de juliol de 2005   | 27 de novembre de 2007     |
| En Ruffy accepta el combat amb en Franky i aviat s'adona que el seu contrincant és un cíborg que pot escopir foc i que té armes a totes les parts del cos. Mentrestant, l'Iceburg recobra la consciència i explica que els seus atacants eren un home molt corpulent i una dona alta amb els cabells negres. Està segur que la dona era la Robin i que darrere de l'intent d'assassinat hi ha els pirates del barret de palla. Ara en Ruffy haurà de lluitar contra en Franky i contra els homes de l'Iceberg... |                 | |                        |                            |
| 239 | 11              | Són culpables, els del barret de palla? Els protectors de la ciutat de l'aigua Hannin wa mugiwara kaizoku dan? Sui no to no yōjinbō (犯人は麦わら海賊団？水の都の用心棒)                | 31 de juliol de 2005   | 28 de novembre de 2007     |
| Una alta marea increïble anomenada "Aqua Laguna" arriba, Chopper i Sanji s'afanyen a advertir l'Usopp. Ruffy vol reunir-se amb l'Iceburg i li exigeix saber el que passa. L'Iceburg diu que vol veure la Nico Robin una vegada més. |                 | |                        |                            |
| 240 | 12              | Adéu per sempre? La Nico Robin, una dona amb un passat fosc Eien no wakare? Yami o hiku onna Niko Robin (永遠の別れ？闇を引く女ニコ・ロビン)                                            | 7 d'agost de 2005      | 29 de novembre de 2007     |
| En un bar, Franky parla amb la Kokoro sobre la seva teoria sobre qui va disparar l'Iceburg. Els rumors semblen tenir una mica de veritat, com ho veiem la Nico Robin s'ha trobat amb algú d'una organització anomenada CP9. Mentre que els Pirates del Barret de Palla s'amaguen dels residents enfadats, Sanji i Chopper descobreixen la Robin que els explica que també deixa la tripulació. |                 | |                        |                            |
| 241 | 13              | Els pirates del barret de palla decideixen buscar la Nico Robin Robin o tsukamaero! Mugiwara ichimi no ketsui (ロビンを捕まえろ！麦わら一味の決意)                                      | 14 d'agost de 2005     | 30 de novembre de 2007     |
| En Chopper es reuneix amb els altres sense en Sanji i discuteixen el que va passar. En Ruffy decideix que vol conèixer tota la veritat, i trobar-se de nou amb la Nico Robin. L'Usopp intenta reparar la nau prou com per suportar l'Aqua Laguna, en Franky té la intenció de capturar a l'Usopp i que faci sortir a en Ruffy del seu amagatall. Els Pirates del Barret de Palla s'obren pas a la Galley La Company. |                 | |                        |                            |
| 242 | 14              | L'explosió és el senyal. Els CP9 mouen fitxa Aizu wa hōgeki totomoni! Ugokidashita CP9 (合図は砲撃と共に！動き出したCP9)                                                                | 21 d'agost de 2005     | 3 de desembre de 2007      |
| Els Pirates del Barret de Palla (menys en Sanji) s'afanyen a la Galley La Company on la Nico Robin i els CP9 inicien un atac. A la sala de l'Iceburg la Robin i l'home misteriós que l'Iceburg havia vist abans, li diuen que han col·locat expressament la culpa als pirates. El seu veritable objectiu són els plànols d'un antic vaixell de guerra que s'han transmès a en Paulie. En Ruffy s'ha quedat encallat en un edifici, separat del seu grup. |                 | |                        |                            |
| 243 | 15              | Els CP9 són desemmascarats i revelen identitats sorprenents! Kamen o totta CP9! Sono odoroki no sugao (仮面を取ったCP9！その驚きの素顔)                                                 | 4 de setembre de 2005  | 4 de desembre de 2007      |
| Se suposa que tant en Rob Lucci com en Kaku s'han mort, i en Tilestone ha estat derrotat pels homes que porten màscares. La Nico Robin encara parla amb l'Iceburg dins de la seva habitació. Ja sabem que la Robin pot llegir el Poneglyphs i sembla que l'Iceberg és qui té els plànols d'una arma molt poderosa anomenada Plutó. Els veritables enemics són revelats com els propis aliats de l'Iceburg. En una altra habitació, en Ruffy està lligat amb en Paulie, i el membre de la Galley-La Company li diu que els seus plànols són falsos. |                 | |                        |                            |
| 244 | 16              | L'Aliança secreta entre l'Iceburg i en Franky Hisometa kizuna! Aisubāgu to Furankī (秘めた絆！アイスバーグとフランキー)                                                                 | 11 de setembre de 2005 | 5 de desembre de 2007      |
| En Rob Lucci li diu a l'Iceburg la seva hipòtesi i en Kaku ha de comprovar el seu pols per saber si les coses que li diu que són veritables. Sospiten que l'amic de l'Iceburg del passat, en Cutty Flam, és realment en Franky i es revela per ser veritat. Per tant, en Franky té els plànols reals. Els Pirates del Barret de Palla i en Paulie entren a l'habitació on es troben l'Iceburg i els CP9. |                 | |                        |                            |
| 245 | 17              | Torna, Nico Robin! La lluita contra els CP9 Kaette koi Robin! CP9 to no taiketsu! (帰って来いロビン!CP9との対決!)                                                                       | 18 de setembre de 2005 | 6 de desembre de 2007      |
| Els pirates del barret de palla no tenen cap opció a l'hora de lluitar contra els agents del CP9, que s'han entrenat per adquirir els sis poders que els permeten fer servir les parts del cos com si fossin armes. Quan en Ruffy li pregunta a la Robin per què els vol abandonar, ella li contesta fredament que sacrificarà el que sigui per aconseguir el seu somni, però... es nega a dir quin és aquest somni! Davant de l'estupor dels pirates, la Robin fuig amb els membres del CP9 per anar a buscar en Franky. |                 | |                        |                            |
| 246 | 18              | Els pirates del Barret de Palla queden eliminats? L'amenaça de l'home lleopard Mugiwara kaizoku dan zenmetsu? Moderu Reoparudo no kyōi! (麦わら海賊団全滅? モデル豹(レオパルド)の脅威!) | 23 d'octubre de 2005   | 7 de desembre de 2007      |
| La transformació d'en Rob Lucci és el resultat d'una Fruita del Diable, de tipus Zoan: la Neko Neko no Mi (Model Lleopard). Ràpidament es treu de sobre a la tripulació, i els CP9 lliguen a en Paulie i a l'Iceburg, deixar-los sols ja que l'edifici es crema lentament al seu voltant. A l'amagatall subterrani d'en Franky, l'Usopp li explica la seva història i en Franky és tocat per l'últim que diu. A canvi, en Franky li explica unes quantes coses sobre les contribucions d'en Tom per Water 7. |                 | |                        |                            |
| 247 | 19              | L'home estimat per un vaixell! Les llàgrimes de l'Ussop Fune kara mo aisareta otoko! Usoppu no namida! (船からも愛された男！ウソップの涙！)                                             | 30 d'octubre de 2005   | 10 de desembre de 2007     |
| En Franky li diu a l'Usopp que el Going Merry no pot anar a la següent illa, de manera que en Franky destrueix una mica de la nau. L'Usopp veu que el Going Merry no durarà. Ell creu que la persona que va reparar el Going Merry a Skypiea era en realitat el Going Merry. En Franky diu que el vaixell estava habitat per un esperit que entra en els vaixells que són molt estimats pels tripulants. L'esperit va reparar la seva nau prou perquè poguessin arribar a l'illa següent. |                 | |                        |                            |
| 248 | 20              | El passat d'en Franky. El dia que el tren de mar va començar a funcionar Franky no kako! Umi ressha ga hashitta hi (フランキーの過去！海列車が走った日)                                 | 6 de novembre de 2005  | 11 de desembre de 2007     |
| En aquest episodi, comencen a explicar el passat d'en Franky. Com ell i l'Iceburg van ajudar en Tom a crear el Tren de Mar. |                 | |                        |                            |
| 249 | 21              | La conspiració de Spandam. El dia que el tren de mar va trontollar Supandamu no inbō! Umi ressha ga ureta hi (スパンダムの陰謀！海列車が揺れた日)                                       | 13 de novembre de 2005 | 12 de desembre de 2007     |
| L'Spandam, un representant dels CP5, estava decidit a aconseguir la culpabilitat d'en Tom en el judici per poder obtenir els plànols. Quan en Franky va entrar a la ciutat, la gent del Govern Mundial va començar a atacar els cuirassats que havien construït personalment. En Tom i l'Iceburg van executar a les seves drassanes, on van ser atacats per dos vaixells que també destruïen les altres. L'Iceburg li va dir a en Franky que havia d'assumir la responsabilitat o que mai el perdonaria. |                 | |                        |                            |
| 250 | 22              | La mort d'un home llegendari. El dia que el tren de mar va plorar Densetsu no otoko no saigo! Umi ressha ga naita hi (伝説の男の最後！海列車が泣いた日)                                 | 20 de novembre de 2005 | 13 de desembre de 2007     |
| Els treballadors d'en Tom són detinguts per l'atac contra el vaixell judicial. En Franky li diu que si un vaixell seu és utilitzat com una arma, llavors ja no és un dels seus vaixells. Això fa enfurismar molt a en Tom que li dona un cop de puny a en Franky per primera vegada, dient-li que ha de tenir l'orgull dels vaixells que ell ha creat. Després li diu al jutge que accepta el càstig pel seu crim anterior i li demana que li perdoni pel recent atac tant per en Franky com per l'Iceburg perquè no vagin a Enies Lobby. No obstant això, en Franky s'enfada i dispara a l'Spandam amb una pistola, desfigurant-li el seu rostre. En Franky després tracta d'aturar el tren que va a Enies Lobby, primer amb un bazooka i després amb les seves pròpies mans, però acaba sent atropellat. |                 | |                        |                            |
| 251 | 23              | La veritat rere la traïció! La decisió dolorosa de la Nico Robin Uragiri no shinsō! Robin no kanashiki ketsui! (裏切りの真相！ロビンの哀しき決意！)                                     | 20 de novembre de 2005 | 14 de desembre de 2007     |
| En Chopper s'escapa de l'edifici en flames amb en Paulie i l'Iceburg a l'esquena i s'esfondra l'exterior. L'Iceberg li diu a la Nami que la Nico Robin volia ajudar-los a sortir de l'illa amb seguretat i per a això es va lliurar al govern per ajudar-los a recuperar els plànols i després ser executada. La Nami s'afanya a dir-li a en Chopper que vagi a buscar la resta de la tripulació. En altres parts, els ex-capatassos que formen part del CP9, deixen anar el Going Merry perquè sigui destruït al mar. |                 | |                        |                            |
| 252 | 24              | El xiulet que separa els amics! El tren de mar se'n va Nakama o hikihanasu kiteki! Hashiridasu umi ressha (仲間を引き離す汽笛！走り出す海列車)                                          | 4 de desembre de 2005  | 17 de desembre de 2007     |
| En Paulie ajuda a netejar el nom dels Pirates del Barret de Palla, però no diu tot el que ell sap (allò del CP9). Es posa a seguir la multitud que en Chopper guia perquè puguin buscar la resta de la tripulació. La Nami segueix el seu propi camí perquè pugui córrer el Tren de Mar. Quan s'acosten a l'estació, en Sanji, per davant d'ells, dient que s'acosta el tren. |                 | |                        |                            |
| 253 | 25              | En Sanji s'infiltra al tren de mar! La lluita en mig de la tempesta Sanji totsunyū! Arashi no naka no umi ressha batoru! (サンジ突入！嵐の中の海列車バトル！)                           | 11 de desembre de 2005 | 18 de desembre de 2007     |
| La Nami i els altres són rescatats per en Paulie de les inundacions de l'Aqua Laguna a l'estació principal. A les mans de l'home, la Nami rep una carta d'en Sanji. L'informa que l'Usopp i en Franky, estan a bord del tren que acabava de marxar. A la part alta de la ciutat, la Nami parla amb la Kokoro. En Ruffy, està atrapat entre dos edificis, en un barri on l'Aqua Laguna arriba primer. |                 | |                        |                            |
| 254 | 26              | La Nami plora amb l'ànima! La resurrecció del Barret de Palla Nami tamashii no sakebi! Mugiwara no Rufi fukkatsu! (ナミ魂の叫び！麦わらのルフィ復活！)                                  | 22 de gener de 2006    | 19 de desembre de 2007     |
| La Nami finalment arriba a en Ruffy i li diu que s'han d'afanyar a rescatar la Nico Robin abans que arribi a Enies Lobby. En Chopper troba a en Zoro i li dona el Sandai Kitetsu perquè es pugui escapar de la xemeneia. En Ruffy empeny els edificis en que estava atrapat i en Paulie els agafa a tots perquè es puguin escapar de l'onada massiva de l'Aqua Laguna. |                 | |                        |                            |
| 255 | 27              | Un altre tren de mar? El rocketman surt rabent! Mō hitotsu no umi ressha? Roketto Man shutsugeki (もう一つの海列車？ロケットマン出撃)                                                   | 29 de gener de 2006    | 20 de desembre de 2007     |
| En Sanji lluita en un vagó del tren i en un altre vagó es troben l'Usopp i en Franky. En veure quantes ganes té en Ruffy de salvar a la Nico Robin, la Kokoro i l'Iceburg presten als Pirates del Barret de Palla l'ús d'un altre Tren de Mar, anomenat Rocket Man. La Família Franky apareix, suplicant a en Ruffy que els deixin venir ja que han de salvar al seu líder, i en Ruffy hi està d'acord que vinguin. |                 | |                        |                            |
| 256 | 28              | Salvem els nostres amics! El pacte entre enemics Nakama o sukue! Kobushi ni chikatta teki dōshi no kizuna! (仲間を救え！拳に誓った敵同士の絆！)                                         | 5 de febrer de 2006    | 21 de desembre de 2007     |
| El Rocket Man finalment arriba a la mar. Quan el tren es connecta a les vies del mar, en Ruffy ha de rescatar a la Chimney abans que surti volant pel vent. Mentrestant, l'Iceburg té un record de quan per fi es va reunir amb en Franky de nou a Water 7. Amb en Ruffy i la Chimney amb seguretat al tren, en Paulie li diu als seus companys fusters que els veritables culpables van ser uns altres. Els Barret de Palla, la Família Franky, i la Galley La Company formen una aliança. |                 | |                        |                            |
| 257 | 29              | Trenquem l'onada! El millor duet d'en Ruffy i en Zoro Nami o kudake! Rufi to Zoro no saikyō konbo (波を砕け！ルフィとゾロの最強合体技(コンボ))                                          | 26 de febrer de 2006   | 24 de desembre de 2007     |
| En Ruffy i en Zoro realitzen un atac que actua similar a un canó i fan un forat a una onada, obrint un canal perquè passin a través. En Sanji en contacte amb la resta de la tripulació els diu la seva situació actual. L'Usopp se separa d'ells, però després, en Sanji i en Franky, veuen un home anomenat Sogeking dient que ve al seu rescat. |                 | |                        |                            |
| 258 | 30              | Apareix un home misteriós! El seu nom és Sogeking Nazo no otoko tōjō!? Sono na wa Sogekingu! (謎の男登場!?その名はそげキング!)                                                          | 5 de març de 2006      | 25 de desembre de 2007     |
| Resulta evident que en Sogeking és l'Usopp disfressat, però en Sanji fa veure que no se n'adona. Juntament amb en Franky, els dos amics ordeixen un pla per assaltar el tren. Per començar, separen l'últim vagó del tren, on hi ha tots els soldats. De tot plegat se'n surten prou bé perquè resulta que Franky és un cíborg i té armes incorporades a la part frontal del seu cos! Quan arriben al següent vagó, hi troben en Wanze, el cuiner, que és un element molt estrany. En Sanji diu a en Franky i en Sogeking que avancin cap al següent vagó mentre ell s'ocupa del cuiner. |                 | |                        |                            |
| 259 | 31              | La lluita entre cuiners. En Sanji contra l'atac de fideus Kokku taiketsu! Sanji VS Ramen Kenpō (コック対決！サンジVSラーメン挙法)                                                       | 12 de març de 2006     | 26 de desembre de 2007     |
| En Sanji té més dificultats de les esperades a l'hora de desfer-se d'en Wanze, que l'ataca amb fideus. En Sanji decideix que l'única sortida possible és fer servir els seus estris de cuina. Mentrestant, en Nero, el membre més nou del CP9 espera en Franky a dalt del tren. El combat entre ells està molt igualat, i tots dos estan sorpresos pel que pot arribar a fer l'altre. |                 | |                        |                            |
| 260 | 32              | Duel al sostre del vagó! En Franky contra en Nero Yane no ue no kettō! Furanki VS Nero (屋根の上の決闘！フランキーVSネロ)                                                               | 19 de març de 2006     | 27 de desembre de 2007     |
| En Sogeking arriba al vagó de la Robin, i li diu que tothom s'ha posat en camí per salvar-la. La Robin, però, es nega a marxar. Mentre discuteixen, apareix en Corgy i en Sogeking s'amaga a dins de la capa de la Robin. Mentrestant, en Franky i en Nero continuen lluitant al sostre del tren, i cap dels dos té un avantatge clar. En Rocketman ara ja s'acosta als dos vagons separats del Puffing Tom. En Zoro els talla per la meitat i fa lloc perquè el Rocketman pugui avançar. De sobte passen pel costat d'un gegant marí partit pel mig. En Zoro es prepara per lluitar amb l'home responsable d'aquest fet increïble, en T-Bone. |                 | |                        |                            |
| 261 | 33              | L'espadatxí Zoro contra el tallavaixells T-Bone Gekitotsu! Onigiri Zoro VS funegiri T Bōn (激突!鬼斬りゾロVS船斬りTボーン)                                                              | 2 d'abril de 2006      | 28 de desembre de 2007     |
| Després de matar el gegant marí, en T-Bone ha saltat del vagó de passatgers i s'ha posat a perseguir el Puffing Tom a peu, però el Rocketman aviat l'atrapa. Llavors, en T-Bone i en Zoro lluiten aferrissadament, i en Zoro finalment s'emporta la victòria. A bord del Puffin Tom, en Wanze intenta desesperadament derrotar en Sanji, però en Sanji li demostra que és més fort. En Franky també supera en Nero, i juntament amb en Sanji es prepara per enfrontar-se a dintre del tren amb en Lucci i els altres membres del CP9. |                 | |                        |                            |
| 262 | 34              | La batalla per recuperar la Nico Robin! L'estratègia sorpresa d'en Sogeking Robin sōdatsusen! Sogekingu no kisaku!! (ロビン争奪戦！そげキングの奇策！！」 -)                            | 16 d'abril de 2006     | 31 de desembre de 2007     |
| Després d'amagar-se a sota la capa de la Nico Robin, en Sogeking finalment es mostra. S'ensopega a l'habitació amb els CP9 i al cap d'una estona, es reuneix amb en Sanji i en Franky. En Sogeking produeix una cortina de fum. En un altre vagó, se separen, i s'escapen. Però, en Blueno els enxampa en el vagó. En Franky fa caure la paret perquè puguin escapar, però acaba al vagó enemic. En Blueno obre una porta en el vagó dels Pirates del Barret de Palla. |                 | |                        |                            |
| 263 | 35              | L'illa judicial. Vista panoràmica d'Enies Lobby Shihō no shima! Eniesu Robī no zenbō! (司法の島!エニエス・ロビーの全貌!)                                                                | 30 d'abril de 2006     | 1 de gener de 2008         |
| La Nico Robin segueix la improvisada porta que ha fet en Blueno, i en Sogeking i en Sanji es queden sols. Durant un temps, en Blueno explica una mica del seu passat a la Robin i la seva participació en el Buster Call. De tornada al Rocket Man, la granota gegant salta a la part davantera del tren, i els derroca de les vies. Després que la Kokoro parles amb ell, s'uneix al grup. Els CP9, en Franky i la Nico Robin finalment arriben a Enies Lobby i hi desembarquen. |                 | |                        |                            |